# Somerled
Somerled (Fornnordiska: Sumarliðr, Skotsk gaeliska: Somhairle), var en militär och politisk ledare över den skotska västkustens öar under 1100-talet. Han är beskriven som “regulus” av Argyll och kung av Suderøyene och Kintyre och stamfar till bland annat the MacDonalds (de senare Lord of the Isles).
Hans namn betyder sommarresande och är en kenning för viking.